# Iambia alticola
Iambia alticola är en fjärilsart som beskrevs av François Louis Nompar de Caumont de Laporte 1973. Iambia alticola ingår i släktet Iambia och familjen nattflyn. Inga underarter finns listade i Catalogue of Life.